# Elena di Baviera
Elena Carolina Teresa di Wittelsbach, nota anche col soprannome Néné (Monaco di Baviera, 4 aprile 1834 – Ratisbona, 16 maggio 1890), nata duchessa in Baviera, fu principessa ereditaria di Thurn und Taxis per matrimonio.

## Biografia

### Famiglia
Elena era la seconda figlia di Massimiliano Giuseppe in Baviera, appartenente al ramo ducale della famiglia reale, e della Principessa Ludovica di Baviera, figlia di Re Massimiliano I di Baviera. Nata nel palazzo paterno a Monaco di Baviera, trascorse l'infanzia al castello di Possenhofen, residenza estiva della famiglia. Elena, al contrario dei famigliari, era cattolica praticante, si recava spesso dai malati e si dava ad opere di carità.

### Matrimonio

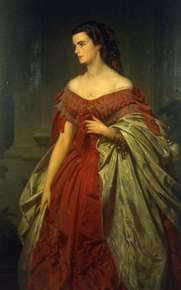
Ritratto di Elena di Baviera realizzato da Erich Correns (1859)

Nel cercare un buon partito da far sposare al proprio figlio Francesco Giuseppe d'Austria, l'arciduchessa Sofia di Baviera scelse Elena, sua nipote, benché rimproverasse la sorella Ludovica dell'educazione poco aristocratica impartita ai suoi figli. Pur di vedere la figlia sul trono austriaco, Ludovica impose alla figlia maggiore di imparare il francese (lingua ufficiale delle corti europee) e tutto il complicato cerimoniale della corte imperiale.
Le madri avevano pensato di fare incontrare i due giovani, che si erano visti soltanto una volta a Innsbruck da bambini, a Bad Ischl. Per l'occasione, Ludovica portò con sé anche Elisabetta. Francesco Giuseppe si innamorò di quest'ultima e la preferì alla sorella.
Il ballo della vigilia del compleanno di Francesco Giuseppe doveva essere la serata di Elena: il fidanzamento sarebbe stato ufficializzato con la consegna di un bouquet da parte dello sposo alla futura consorte. Francesco Giuseppe però diede i fiori a Elisabetta e s’intrattenne con lei in tutti i balli che erano stati, invece, previsti con Elena. Il giorno dopo, infatti, chiese la mano di Elisabetta alla zia. Ludovica ne fu sorpresa ma, a conti fatti, le era indifferente quale figlia salisse al trono. Delusa e afflitta era invece Elena, che si sentiva rifiutata dall'uno e tradita dall'altra.
Arrivata a 22 anni, Elena era ancora nubile e le speranze di trovarle marito si riducevano con il passare del tempo. Ludovica però si mise in azione per cercarle un buon partito prima che fosse troppo tardi. Puntò su Massimiliano Antonio, principe ereditario di Thurn und Taxis. Il casato proveniva da una famiglia nobile lombarda e aveva trovato la sua fortuna quando Massimiliano I d'Asburgo li ammise nella nobiltà di diritto ereditario dell'impero. Nel 1615 un Taxis venne nominato maestro del servizio postale imperiale, incarico che divenne ereditario. I Thurn und Taxis si considerano, non a caso, i fondatori della posta.

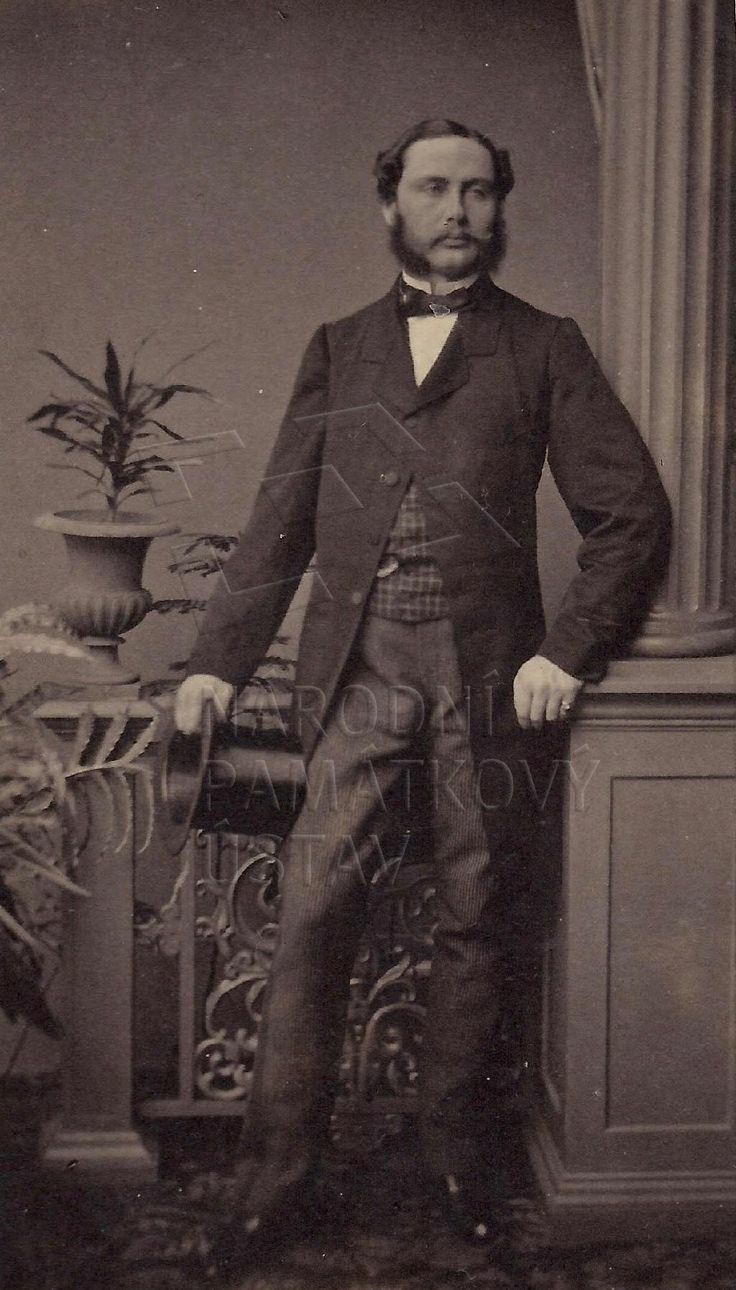
Massimiliano il marito di Elena

Ludovica, ancora una volta, progettò di far incontrare i due giovani a Possenhofen, stavolta il suo piano riuscì. Massimiliano non era bello, ma colto, e apprezzò le virtù interiori della ragazza. I genitori di Massimiliano, allettati dalla prospettiva di imparentarsi con l'imperatore, furono d'accordo per il matrimonio.
Il re Massimiliano II di Baviera, Capo della casa di Wittelsbach, era contrario a matrimoni impari tra membri della sua famiglia, cui spettava il trattamento di Altezza reale, con esponenti di famiglie non reali, e pertanto rifiutò di dare il suo assenso alle nozze di Elena con il principe ereditario di Thurn und Taxis. Fu soltanto l'intervento dell'imperatrice Elisabetta, che fece pressioni sul cugino Massimiliano II, a sbloccare la situazione e a far ottenere a Elena il consenso reale alle sue nozze. L'unica condizione fu che Elena continuasse a usare il proprio trattamento di nascita, cioè quello di Altezza reale, invece di quello che avrebbe acquisito con le nozze, cioè Altezza serenissima. Oltre al rango mantenne anche il titolo di duchessa in Baviera, cui si andava ad aggiungere il titolo acquisito per matrimonio.

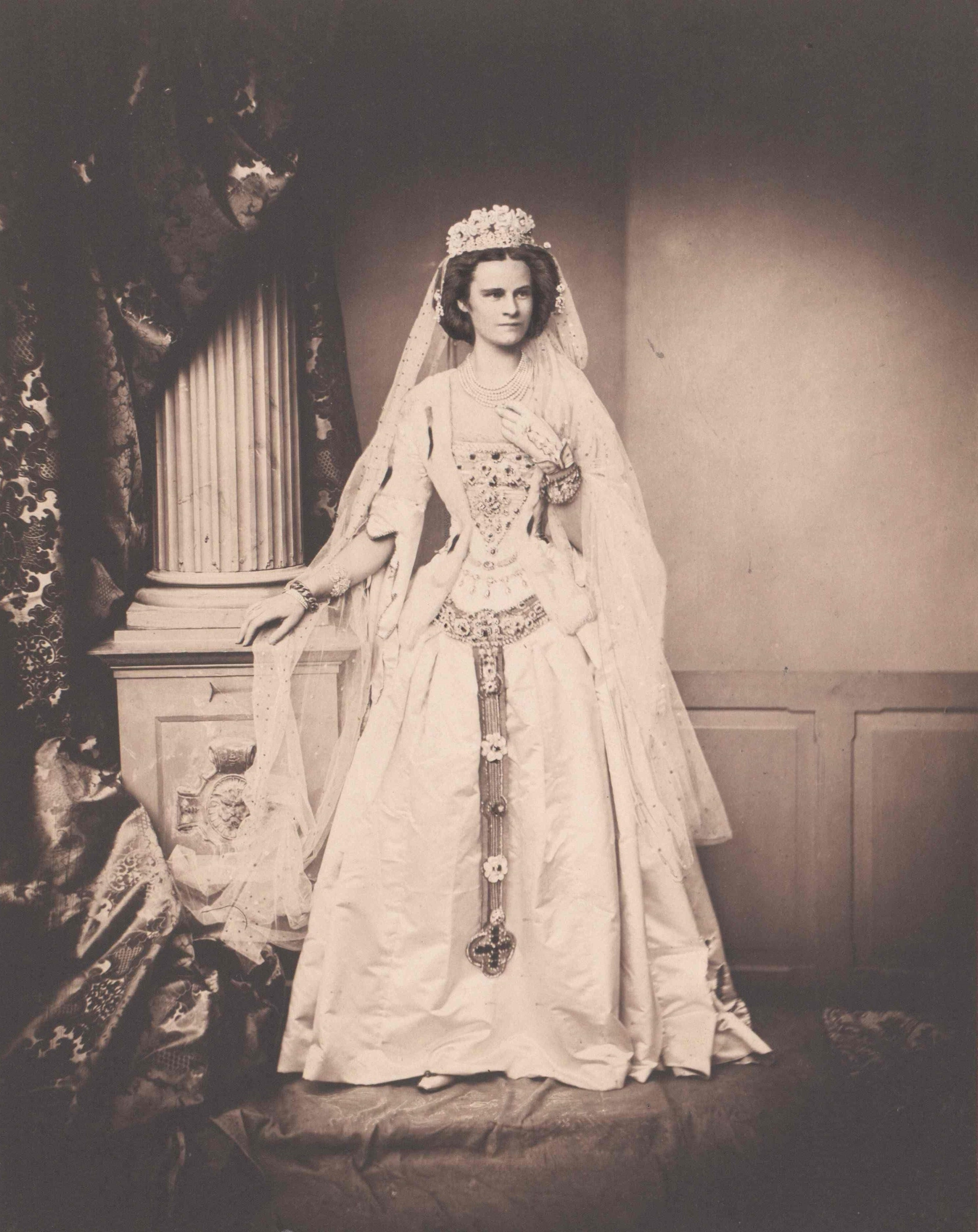
Elena di Baviera in abito da sposa (1858)

L'Imperatrice Elisabetta trovava in lei anche un'amica fidata con cui sfogare il proprio malcontento nei confronti della corte di Vienna e della suocera Sofia. Tra di loro parlavano sempre in inglese, una lingua incomprensibile per molti. A Possenhofen vennero celebrate le nozze il 24 agosto 1858. Il 22 dicembre gli sposi fecero il loro ingresso a Ratisbona, dove la popolazione accolse Elena con calore.
La prima figlia, Luisa Matilde, nacque nel 1859, seguita dalla seconda, Elisabetta Maria, nata nel 1860. Poco dopo la nascita della secondogenita, si recò a Corfù per far visita alla sorella Elisabetta seriamente ammalata, uno stato dovuto alla sua continua depressione e insofferenza alla vita di corte e al cerimoniale. Il consiglio che le dava era sempre lo stesso: cercare un compromesso e pazientare con la zia Sofia.
Nel 1862 Elena diede alla luce il tanto atteso figlio maschio, Massimiliano Maria, a cui ne seguì un altro nel 1867 chiamato Alberto. Anche se la coppia ebbe un matrimonio felice, fu però messa in ombra dal grave stato di salute di Massimiliano Antonio, che soffriva di una malattia renale cronica. Né un ciclo di trattamento a Karlsbad, né i migliori medici poterono salvarlo. Massimiliano morì nel 1867, a soli 35 anni. Elena si disperò per il dolore. Il suo era stato il matrimonio più felice tra le sorelle. Tutti a Ratisbona piangevano la morte del loro principe, il quale si era dato insieme alla moglie a numerose opere di carità. La vedova assisteva ogni giorno a una messa celebrata davanti alla tomba del marito. Passò molto tempo prima che riuscisse a ritrovare la serenità.

### Discendenza
Elena e Massimiliano ebbero quattro figli:
- Luisa Matilde (1º giugno 1859 -1948), che sposò il 21 giugno 1879, a Ratisbona, Federico di Hohenzollern-Sigmaringen;
- Elisabetta Maria (28 maggio 1860 - Odenburg, 7 febbraio 1881), sposò Michele di Braganza;
- Massimiliano Maria (24 giugno 1862 - 2 giugno 1885);
- Alberto (8 maggio 1867 - 22 gennaio 1952), che sposò Margherita Clementina d'Austria, dalla quale ebbe sette figli.

### Capofamiglia

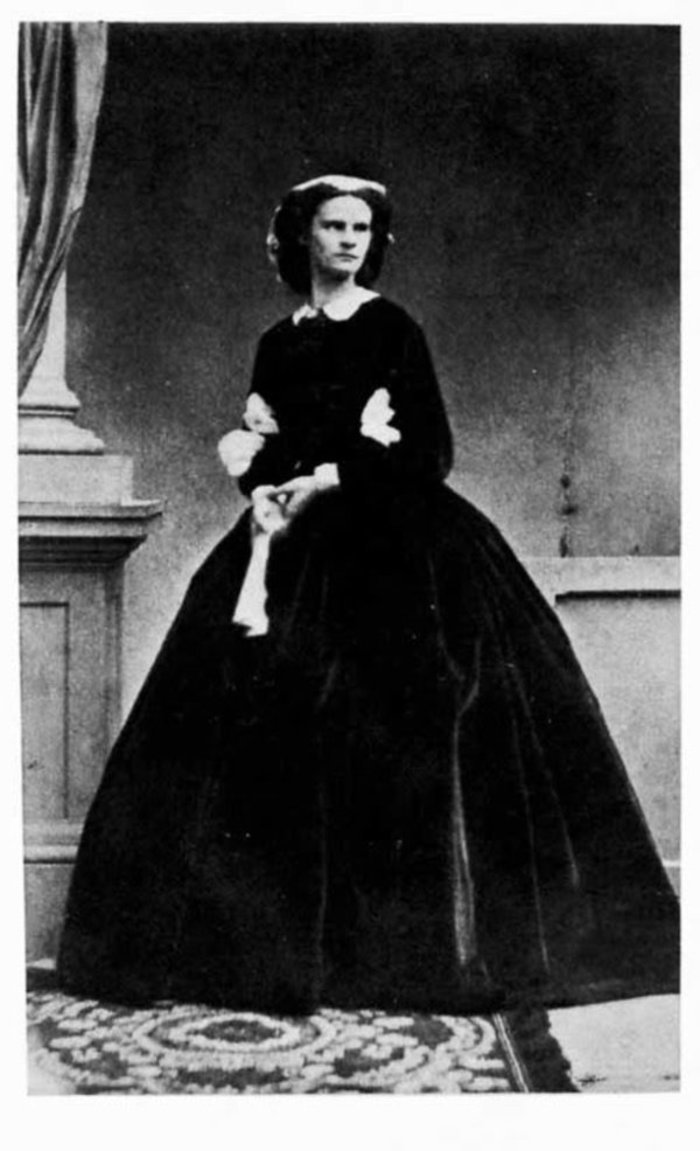
Elena di Baviera in abiti da vedova

Acquistò il castello Tutzing, sulle rive del lago Starnberg, per poter stare vicino alla famiglia. Con la morte del marito e del suocero subito dopo, la famiglia Thurn und Taxis era in balia degli eventi: Bismarck aveva privato la famiglia del monopolio del servizio postale in Germania. Elena doveva quindi riuscire a gestire gli affari economici della famiglia, almeno fino alla maggiore età dei figli. Viaggiava spesso per l'Europa, come del resto facevano Elisabetta e Maria Sofia, ma facendo sempre ritorno a casa per badare agli affari.
Arrivò poi anche il momento di dover maritare le figlie. I figli maschi erano invece sotto la tutela dei precettori perché studiassero. Il ruolo di capofamiglia venne meno con la maggiore età di Massimiliano, che a 21 anni divenne il settimo principe di Thurn und Taxis assumendo il governo. Alla morte di questi, assunse il governo il fratello Alberto quando, due anni dopo, divenne maggiorenne.

## Presunti problemi mentali e morte
La figlia Elisabetta rese Elena nonna per la prima volta. Tuttavia il parto danneggiò ulteriormente la sua salute malferma e morì a soli 21 anni. Elena cercò conforto, ancora una volta, nella fede ma, quando pochi anni dopo morì anche il figlio Massimiliano, la disperazione si tramutò quasi in pazzia e in un allontanamento dal resto del mondo. La depressione cronica sembra fosse ereditaria nella famiglia reale di Baviera: tutti i figli di Ludovica e altri esponenti della famiglia ne soffrivano, d’altronde i numerosi matrimoni tra consanguinei non fecero che aumentare l'incidenza della malattia.
Alberto, nonostante la giovane età, diede impressione alla madre di essere un buon principe, pertanto ritrovò maggiore serenità. Tempo dopo però Elena si ammalò gravemente per un'infiammazione alla gola che le impedì di nutrirsi. Le forze l'abbandonarono, in più fu colta da febbre alta e da delirio. L'imperatrice Elisabetta rimase accanto alla sorella fino alla fine. I funerali si svolsero in un clima di profondo dolore per gli abitanti di Ratisbona: Elena era infatti la loro amata benefattrice. Venne seppellita nella cripta della famiglia Thurn und Taxis.

## Ascendenza
|                                  |                                            |                                          | Genitori                                                   |  |  | Nonni |  |  | Bisnonni             |  |  | Trisnonni                         |  |
|                                  |                                            |                                          |                                                            |  |  |       |  |  | Guglielmo in Baviera |  |  | Giovanni di Birkenfeld-Gelnhausen |  |
|                                  |                                            |                                          |                                                            |  |  |       |  |  | Guglielmo in Baviera |  |  | Giovanni di Birkenfeld-Gelnhausen |  |
|                                  |                                            | Sofia Carlotta di Salm-Dhaun             |                                                            |  |  |       |  |  | Guglielmo in Baviera |  |  |                                   |  |
| Pio Augusto in Baviera           |                                            |                                          |                                                            |  |  |       |  |  | Guglielmo in Baviera |  |  |                                   |  |
|                                  |                                            | Maria Anna di Zweibrücken-Birkenfeld     | Federico Michele di Zweibrücken-Birkenfeld                 |  |  |       |  |  |                      |  |  |                                   |  |
|                                  |                                            | Maria Anna di Zweibrücken-Birkenfeld     | Federico Michele di Zweibrücken-Birkenfeld                 |  |  |       |  |  |                      |  |  |                                   |  |
|                                  |                                            | Maria Anna di Zweibrücken-Birkenfeld     | Maria Francesca del Palatinato-Sulzbach                    |  |  |       |  |  |                      |  |  |                                   |  |
| Massimiliano Giuseppe in Baviera |                                            | Maria Anna di Zweibrücken-Birkenfeld     |                                                            |  |  |       |  |  |                      |  |  |                                   |  |
|                                  |                                            | Luigi Maria di Arenberg                  | Carlo Maria Raimondo d'Arenberg                            |  |  |       |  |  |                      |  |  |                                   |  |
|                                  |                                            | Luigi Maria di Arenberg                  | Carlo Maria Raimondo d'Arenberg                            |  |  |       |  |  |                      |  |  |                                   |  |
|                                  |                                            | Luigi Maria di Arenberg                  | Louise Margarete de la Marck-Schleiden, Contessa di Vardes |  |  |       |  |  |                      |  |  |                                   |  |
| Amalia Luisa di Arenberg         |                                            | Luigi Maria di Arenberg                  |                                                            |  |  |       |  |  |                      |  |  |                                   |  |
|                                  |                                            | Marie Adélaïde Julie de Mailly           | Louis Joseph de Mailly, Marchese of Nesle                  |  |  |       |  |  |                      |  |  |                                   |  |
|                                  |                                            | Marie Adélaïde Julie de Mailly           | Louis Joseph de Mailly, Marchese of Nesle                  |  |  |       |  |  |                      |  |  |                                   |  |
|                                  |                                            | Marie Adélaïde Julie de Mailly           | Adélaïde Julie d'Hautefort                                 |  |  |       |  |  |                      |  |  |                                   |  |
| Elena di Baviera                 |                                            | Marie Adélaïde Julie de Mailly           |                                                            |  |  |       |  |  |                      |  |  |                                   |  |
|                                  | Federico Michele di Zweibrücken-Birkenfeld | Cristiano III del Palatinato-Zweibrücken |                                                            |  |  |       |  |  |                      |  |  |                                   |  |
|                                  | Federico Michele di Zweibrücken-Birkenfeld | Cristiano III del Palatinato-Zweibrücken |                                                            |  |  |       |  |  |                      |  |  |                                   |  |
|                                  | Federico Michele di Zweibrücken-Birkenfeld | Carolina di Nassau-Saarbrücken           |                                                            |  |  |       |  |  |                      |  |  |                                   |  |
| Massimiliano I di Baviera        | Federico Michele di Zweibrücken-Birkenfeld |                                          |                                                            |  |  |       |  |  |                      |  |  |                                   |  |
|                                  |                                            | Maria Francesca di Sulzbach              | Giuseppe Carlo del Palatinato-Sulzbach                     |  |  |       |  |  |                      |  |  |                                   |  |
|                                  |                                            | Maria Francesca di Sulzbach              | Giuseppe Carlo del Palatinato-Sulzbach                     |  |  |       |  |  |                      |  |  |                                   |  |
|                                  |                                            | Maria Francesca di Sulzbach              | Elisabetta Augusta Sofia del Palatinato-Neuburg            |  |  |       |  |  |                      |  |  |                                   |  |
| Ludovica di Baviera              |                                            | Maria Francesca di Sulzbach              |                                                            |  |  |       |  |  |                      |  |  |                                   |  |
|                                  |                                            | Carlo Luigi di Baden                     | Carlo Federico di Baden                                    |  |  |       |  |  |                      |  |  |                                   |  |
|                                  |                                            | Carlo Luigi di Baden                     | Carlo Federico di Baden                                    |  |  |       |  |  |                      |  |  |                                   |  |
|                                  |                                            | Carlo Luigi di Baden                     | Carolina Luisa d'Assia-Darmstadt                           |  |  |       |  |  |                      |  |  |                                   |  |
| Carolina di Baden                |                                            | Carlo Luigi di Baden                     |                                                            |  |  |       |  |  |                      |  |  |                                   |  |
|                                  |                                            | Amalia d'Assia-Darmstadt                 | Luigi IX d'Assia-Darmstadt                                 |  |  |       |  |  |                      |  |  |                                   |  |
|                                  |                                            | Amalia d'Assia-Darmstadt                 | Luigi IX d'Assia-Darmstadt                                 |  |  |       |  |  |                      |  |  |                                   |  |
|                                  |                                            | Amalia d'Assia-Darmstadt                 | Carolina del Palatinato-Zweibrücken-Birkenfeld             |  |  |       |  |  |                      |  |  |                                   |  |
|                                  |                                            | Amalia d'Assia-Darmstadt                 |                                                            |  |  |       |  |  |                      |  |  |                                   |  |

## Titoli e trattamento
- 4 aprile 1834 - 21 marzo 1845 "Sua Altezza" la Duchessa Elena in Baviera
- 21 marzo 1845 - 24 agosto 1858 “Sua Altezza Reale” la Duchessa Elena in Baviera
- 24 agosto 1858 - 16 maggio 1890 "Sua Altezza Reale" la Principessa ereditaria di Thurn und Taxis, Duchessa in Baviera